# Anja Coleby
Anja Coleby, numera Taylor, född 30 september 1971 i Sydney, Australien, är en australisk fotomodell, skådespelare, reporter och TV-producent.

## Tidigt liv
Anja Coleby växte upp i Sydney och tog en examen i journalistik i New South Wales innan en skådespelarkarriär i ungefär ett decennium. Hon tog senare en examen i naturvetenskap på Macquarie University i Sydney och därefter arbetat för National Geographic.

## Skådespelarkarriär
Coleby har medverkat i flera science fiction- och action-serier. Hon spelade rollen som Holly Myers i två avsnitt av Flipper (1997), och har därefter medverkat i den australiska serien Water Rats (1997). Hon medverkade också i serier som The Lost World (2000) som Hippolita, Farscape (2002) som Ponara, och BeastMaster (2001) som Lyoka.

## TV-karriär
Coleby har fortsatt arbeta för australiensisk TV och är bland annat producent och reporter för det naturvetenskapliga programmet Catalyst på ABC Television, sedan 2006.

## Privatliv
Coleby är dotter till skådespelaren Robert Coleby och syster till skådespelaren Conrad Coleby. Hennes far är brittisk och hennes mor är svenska.